# Fly Guy
Fly Guy is een figuur uit de Mario-serie.

## Karakteromschrijving
Fly Guy is een Shy Guy, maar hij heeft een lichtblauw propellertje op zijn hoofd waardoor hij kan vliegen. Net als Shy Guy, heeft Fly Guy een masker voor zijn gezicht, een kamerjas aan, en is hij ook verlegen. Zijn masker is nog nooit afgevallen. Naast zijn debuut Super Mario World 2: Yoshi's Island kwam hij nog voor in Super Mario 64, Super Mario 64 DS, Yoshi's Island DS, Mario Power Tennis, Mario Slam Basketball en Mario Party 8. In Mario Party is er een item genaamd Mecha Fly-Guy.